# Fricativa no-sibilante alveolar sonora
La fricativa no-sibilante alveolar sonora es un sonido consonántico. Como el Alfabeto Fonético Internacional no tiene símbolos separados para las consonantes alveolares (el mismo símbolo se usa para todos los lugares coronales de articulación que no están palatalizados ), puede representar el sonido de varias maneras, incluyendo ⟨ ð̠ ⟩ o ⟨ ð͇ ⟩ ( retraído o alveolarizado [ð] , respectivamente).

## Características
- Su modo de articulación es fricativa , lo que significa que se produce al contraer el flujo de aire a través de un canal estrecho en el lugar de articulación, lo que provoca turbulencia . Sin embargo, no tiene la lengüeta acanalada y el flujo de aire dirigido, o las altas frecuencias de un sibilante.

- Su punto de articulación es alveolar , lo que significa que se articula con la punta o la hoja de la lengua en la cresta alveolar , denominada respectivamente apical y laminal .

- Su fonación es sonora, lo que significa que se producen vibraciones de las cuerdas vocales.

- Es una consonante oral, lo que significa que el aire solo puede escapar por la boca.

- Es una consonante central , lo que significa que se produce al dirigir la corriente de aire a lo largo del centro de la lengua, en lugar de hacia los lados.

- El mecanismo de la corriente de aire es pulmonar , lo que significa que se articula empujando el aire únicamente con los músculos intercostales y el diafragma , como en la mayoría de los sonidos.

## Ocurre en
| idioma           | idioma   | Palabra | AFI        | Significado | Notas |
| ---------------- | -------- | ------- | ---------- | ----------- | --- |
| Dahalo           | Dahalo   | [káð̠i]  | [káð̠i]     | 'trabajar'  | Apical; sólo débilmente fricativo. Es un alófono intervocálico común de /d̠/, y puede ser un ð̠˕ aproximado o simplemente un d oclusivo. |
| Emiliano-romañol | Boloñés  | chèṡ    | [ˈkɛːð̠]    | 'caso'      | Laminal |
| Inglés           | Escocés  | maid    | [meɪð̠]     | 'mucama'    | Alofono de /d/. |
| Islandés         | Islandés | bróðir  | [ˈprou̯ð̠ir] | 'hermano'   | generalmente apical, pero puede estar más cerca de una aproximante.                                                                    |
| Turco            | Turco    | rüya    | [ˈɾ̞ÿjä]    | 'sueño'     | vibrante simple; en la palabra inicial es un Alofono de /ɾ/.                                                                           |